# Paul Ben-Haim
Paul Ben-Haim (en hébreu : פאול בן חיים, également transcrit Paul Ben Chaim, né Paul Frankenburger ; Munich, 5 juillet 1897 – Tel Aviv, 20 janvier 1984) est un compositeur allemand puis israélien.

## Biographie

### Formation
Paul Ben-Haïm naît sous le nom de Paul Frankenburger, d'un père avocat, Heinrich (1856–1938), personnalité centrale de la communauté juive sécularisée de Munich. Sa mère provenait d'une famille de banquiers.
Il commence le violon, puis dès onze ans, le piano, qui devient son instrument principal. Jeune, il compose des lieder sur des poèmes d'Eichendorff et Hofmannsthal. Paul effectue ses études au Wilhelmsgymnasium de Munich, puis dès 1915, étudie à l’Akademie der Tonkunst à Munich. Pendant la guerre, il sert dans une unité anti-aérienne sur le front, en Belgique et en France. Il échappe de justesse à la mort lors d'une attaque au gaz. Son frère Karl est tué à Verdun. Après la guerre, jusqu'en 1920, il retourne à l’Akademie der Tonkunst et travaille la composition auprès de Friedrich Klose — un ancien élève de Bruckner — et avec le Suisse Walter Courvoisier, ainsi que Berthold Kellermann (de) pour le piano.
En 1920 et pendant quatre années, il travaille à l'Opéra de Bavière, en tant que chef assistant aux côtés de Bruno Walter et Hans Knappertsbusch : il est à la fois pianiste, chef d’orchestre, répétiteur des chœurs… et compositeur. Dès 1924, il est à Augsbourg — à 70 km au Nord-Ouest de Munich — en tant que troisième Kapellmeister. Il y dirige une quarantaine d'opéras dont de nombreuses premières et des concerts. Il occupe ce poste jusqu'en 1931, lors de l'arrivée d'un nouvel intendant nazi à l’Opéra, qui renvoie tous les personnels juifs, dans une vague d’antisémitisme qui déferle à cette époque sur l'Allemagne et l’empêche de retrouver un travail.
À la fin des années 1920, son ami Heinrich Schalit (de) (élève de Robert Fuchs), plus tard émigré aux États-Unis, l'encourage à composer de la musique juive. L'inspiration se retrouve pour la première fois dans sa Suite pour piano no 1, op. 2a, où il utilise un chant populaire juif yéménite. Ben-Haim compose plus de quatre-vingt lieder, un quatuor avec piano (1920), un trio à cordes (1927) et sa première œuvre symphonique, le Concerto grosso (1931), est créée à Chemnitz en mars 1933, sous la direction de Fritz Kitzinger. La critique est positive, mais attaque les organisateurs pour avoir inclus l'œuvre d'un compositeur juif. Ces deux événements le décident à quitter l'Allemagne, il a alors trente-six ans.

### Palestine

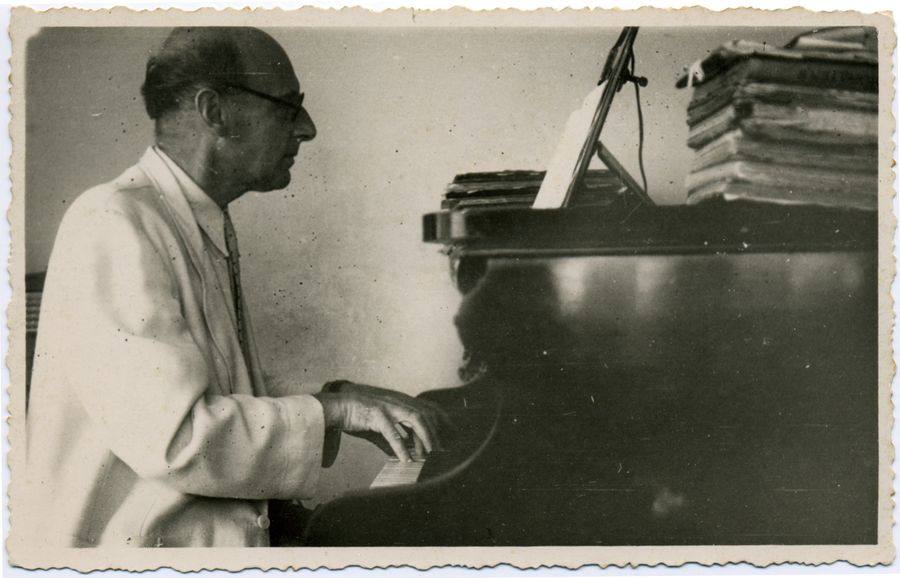
Paul Ben-Haim au piano.

Dès octobre de la même année, il s'installe à Tel Aviv, en tant que compositeur et chef d'orchestre. Sa fiancée, Hely Acham, une danseuse, le rejoint l'année suivante. Pendant le voyage en bateau, il fait la connaissance du violoniste Shimon Bachman qui lui propose d'être son accompagnateur pendant sa tournée en Palestine. Son visa de touriste ne lui permettant pas de travailler, l'imprésario de Bachman propose de changer son nom sur les programmes des concerts, qui devient « Ben-Haim », du nom de son père, mais aussi avec le sens de « vie » en hébreu. Il est parmi la quarantaine de compositeurs qui ont trouvé asile en Palestine.

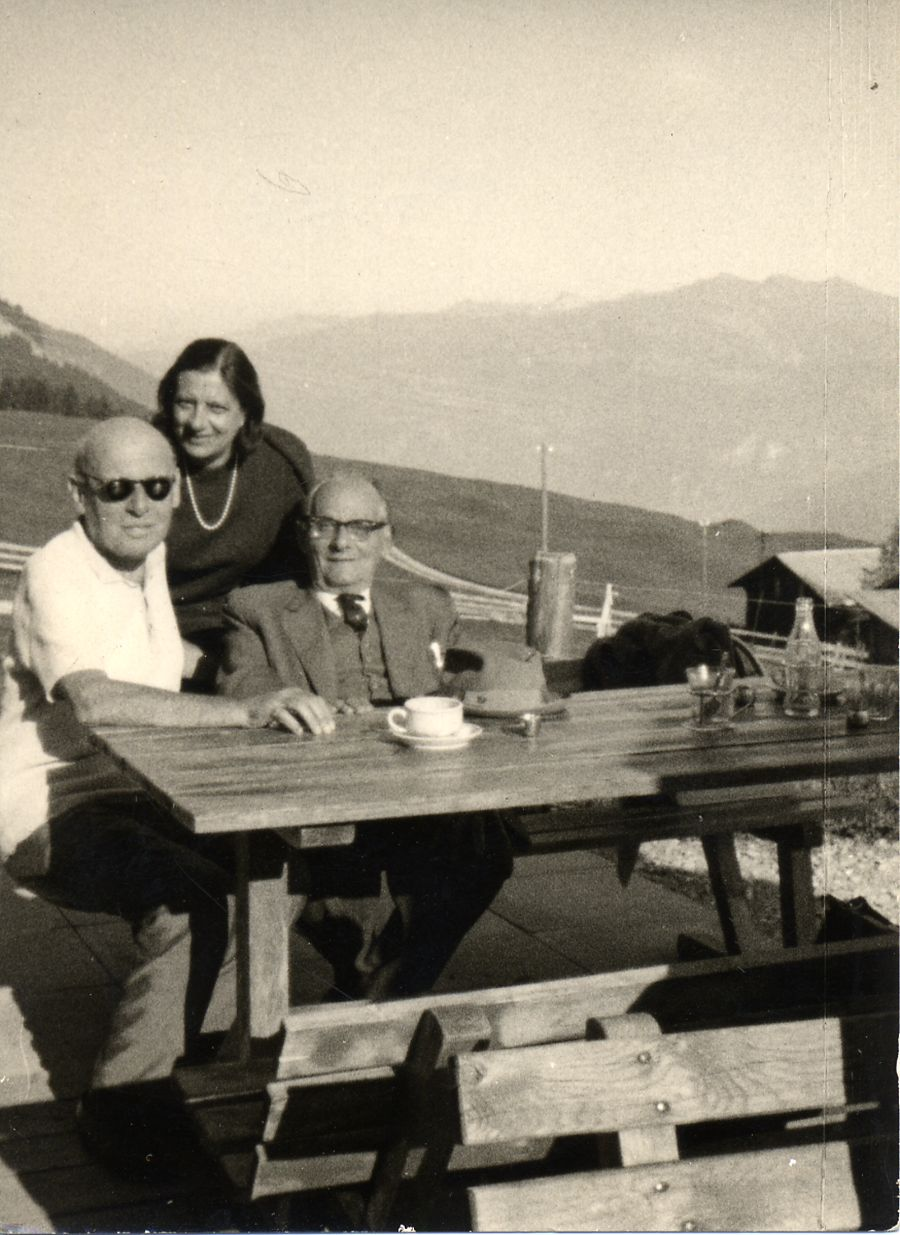
Le compositeur avec sa femme Heli, et Max Brod.

Jusqu'alors, il baignait dans la tradition de la culture musicale allemande, grand admirateur des romantiques et de Mahler. Grâce à sa collaboration avec la chanteuse folklorique et ethnomusicologue d'origine yéménite, Braha Zefira (c.1910–1990), rencontrée en 1939, il apprend à connaître les chants juifs et arabes (mais également d'autres traditions, comme les yéménite, grecque, séfarade et persane) dont les mélodies et le rythme sont sources d'une inspiration nouvelle pour ses compositions ; son style subit un changement profond. Il effectue pour elle, de 1939 à
1951, trente-cinq transcriptions de chants traditionnels (par exemple l'une des œuvres les plus connues du compositeur, la Berceuse sfaradite, sous sa forme originelle Mama yo no tengo visto) et l'accompagne souvent au piano.
La première œuvre importante de musique de chambre composée en Palestine est son Quatuor à cordes (1937). Son Concerto grosso est créé en 1939 par le jeune Orchestre de Palestine, fondé trois ans auparavant — et qui deviendra le Philharmonique d’Israël — mais Ben-Haim en vient à négliger ensuite ses œuvres de sa période allemande. En 1940, il achève sa première symphonie (le jour de la capitulation française) et à la fin de la guerre, une seconde, terminée le 14 octobre 1945 qui est son œuvre la plus longue du genre (près de trois-quarts d'heure).
Au début des années 1950, peu avant sa mort, Serge Koussevitzky lui commande une œuvre pour célébrer le troisième millénaire de Jérusalem. Ce sera, sous l'inspiration du roi David, « Le Doux Psalmiste d'Israël » (1953), créé plus tard en première américaine à New York en 1959, lors de son premier séjour aux États-Unis, par Leonard Bernstein et l'Orchestre philharmonique de New York. C'est son œuvre la plus connue. Elle reçoit le Prix Israël en 1957.
En 1960, il compose son Concerto pour violon pour Zvi Zeitlin. Il intègre principalement des matériaux orientaux dans son langage musical occidental d'une forme très classique. C'est le fondement du style ou « École méditerranéenne orientale », qui est attribué à l’auteur et défendu par Alexander Uriah Boskovich (en) notamment. Alors qu'en 1951, sous l'inspiration de la sonate de Bartók, il écrit en trois jours, une Sonate en sol pour violon seul, op. 44, dédiée à Yehudi Menuhin, l'une de ses dernières œuvres achevée est destinée au violoniste : Trois Études pour violon seul (1981).
Parmi ses élèves, on compte Eliahu Inbal, Tzvi Avni, Ami Maayani, Ben-Zion Orgad, Noam Sheriff, Avraham Sternklar et Shulamit Ran. Il prend son nom juif en devenant un citoyen israélien, après l'indépendance du pays en 1948.

## Distinctions

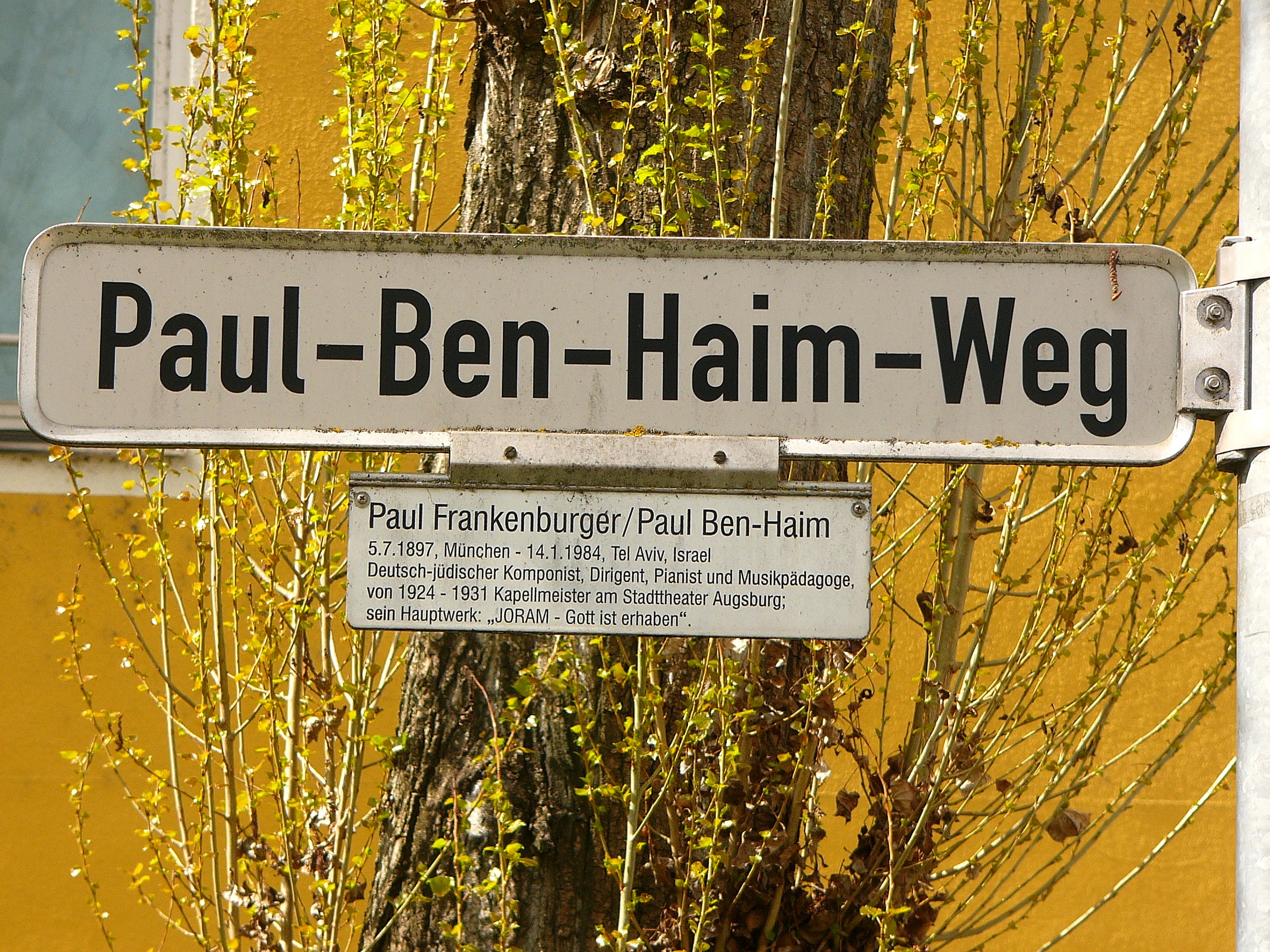
Paul-Ben-Haim-Weg.

Ben-Haim a reçu pour son œuvre The Sweet Psalmist of Israel le Prix Israël en 1957.
La ville d'Augsbourg (où en 1931 il a été licencié du théâtre municipal) lui a rendu hommage en 2010 en donnant à une rue le nom de « Paul-Ben-Haim-Weg ».

## Œuvres
Ben-Haim a composé deux symphonies (1940 et 1945), un concerto pour piano, un pour violon et un pour violoncelle et différentes œuvres pour orchestre, une sonate pour 2 mandolines, guitare, clavecin, harpe et orchestre à cordes, des sonates pour violon, des chœurs, des oratorios (Joram, 1933, texte de Rudolf Borchardt (de)), des œuvres liturgiques et des lieder.
L'oratorio Joram (1931–1933), après avoir été créé en 1979 à Tel Aviv, est donné dans sa version d'origine, non tronquée pour la première fois en Israël, en avril 2012. L'Orchestre philharmonique d'Israël et le Münchner MotettenChor (de) sous la direction de Hayko Siemens (de) ont créé l'œuvre à l'Auditorium Smolarz de l'Université de Tel Aviv.

### Orchestre
- Hatikva, arr. pour orchestre (1897)
- Concerto grosso (1931) pour orchestre symphonique
- Pan, poème symphonique (1931)
- Pastoral variee pour clarinette, harpe et orchestre à cordes (1935)
- Symphonie nº 1, pour orchestre symphonique (1940) — création à Tel Aviv, sous la direction du compositeur, le 5 juin 1941.
- Evocation (Yizkor), op. 32 (1942) poème pour violon et orchestre symphonique
- Symphonie nº 2, op. 36, pour orchestre symphonique (1945) — création à Tel Aviv le 2 février 1948.
- Concerto pour cordes, op. 40 (1947) pour orchestre à cordes
- Concerto pour piano et orchestre symphonique (1949) — Création à Tel Aviv, le 1er février 1950.
- Fanfare to Israel (1950) pour orchestre symphonique
- From Israel (1951) pour orchestre à cordes
- Three Songs without Words pour orchestre (1952)
- The Sweet Psalmist of Israel, trois fragments symphoniques pour clavecin, harpe et orchestre symphonique (1953) — création à Tel Aviv, le 18 octobre 1956.
- Music for Strings (1956) pour orchestre à cordes
- To the Chief Musician (1958) pour orchestre symphonique
- Capriccio, pour piano & orchestre de chambre (1960) — création à Tel Aviv, le 25 septembre 1960.
- Danse et Invocation, pour orchestre symphonique (1960)— création à Tel Aviv, le 2 février 1961.
- Concerto pour violon et orchestre de chambre (1960) — création à Tel Aviv, le 20 mars 1962.
- Interpretation of BACH's Choral Prelude « Vor deinen Thron » (1961) pour orchestre
- Concerto pour violoncelle & orchestre de chambre (1962) — création à Limbourg, le 14 décembre 1967.
- Concerto pour piano (1963)
- The Eternal Theme, pour orchestre symphonique (1965) — création à Tel Aviv, le 12 février 1966.
- Symphonic Metamorphosis on Bach Chorale (1968) pour orchestre symphonique [Wer nur den lieben Gott lasst walten]
- Sonate pour deux mandolines, guitare, clavecin, harpe et orchestre à cordes (1969)
- Rhapsody (1971) pour piano et orchestre à cordes
- Divertimento Concertante (1972) pour flûte & ensemble de chambre

### Musique de chambre et instrumentale
- Trio à cordes (1927)
- Quatuor avec piano (1921)
- Quatuor à cordes op. 21 (1937)
- Variations on a Hebrew Melody, op. 22 (1939) pour piano, violon & violoncelle
- Improvisation and Dance op. 30 (1939) pour violon & piano
- Quintette pour clarinette et quatuor à cordes, op.31a (1941/1965)
- Berceuse sfaradite pour violon et piano (1945)
- Pastorale variée, op. 31b (1945) pour clarinette et piano
- Sonate en sol majeur, op. 44 (1951) pour violon seul — dédiée à Yehudi Menuhin et créée par lui, à New York, Carnegie Hall, en février 1952.
- Serenade (1952) pour flûte, violon, alto et violoncelle
- Three Songs without Words (1952) pour saxophone alto & piano
- Three Songs without Words (1952) pour clarinette ou saxophone ténor et piano
- Three Songs without Words (1952) pour violoncelle ou basson et piano
- Three Songs without Words (1952) pour alto & piano
- Three Songs without Words (1952) pour flûte ou hautbois ou violon et piano
- Three Songs without Words (1952) pour flûte & harpe
- Poème (1959) pour harpe
- Canzona (1962), tirée du Concerto pour violoncelle et orchestre de chambre) pour violoncelle & piano
- Sonata a tre, pour mandoline, guitare & clavecin (1968) — trouvée en novembre 2000 dans les archives de l’Israel National Library
- Prélude pour quatuor à cordes, basé sur un air séfarade traditionnel (1973)
- Music for violoncello, trois mouvements pour violoncelle solo (1977)
- Chamber Music, pour flûte, alto et harpe (1978)
- Trois études, violon seul (1981) — dédiées à Yehudi Menuhin

### Piano ou orgue
- Suite nº 1 op. 2a (1933)
- Suite nº 2 op. 2b (1936)
- Sephardic Lullaby (1939)
- Cinq pièces, op. 34 (1943)
- Sonatine, op. 38 (1946)
- Album for the young, 9 pièces pour le piano (1948)
- Melody and Variations, op. 42 (1950)
- Khamsin (1950)
- Sonate op. 49 (1954)
- Music for Piano, Op. 57 (1957)
- Music for Piano, Op. 67 (1967)

### Chœurs
- Psaume CXXVI (1929) pour chœur d’hommes à 8 parties
- Yoram (1933) oratorio pour soprano, ténor, baryton, basse, chœur mixte & orchestre symphonique. Texte de R. Borchardt.
- Ma Tovu (Morning Prayer) (1946) Cantate liturgique pour baryton, chœur mixte & orchestre de chambre
- MiMa'amakim Keraticha, (Psaume 130) (1948)
- HaTaleh (1949) pour TTB (Tschernichovsky, Shaul)
- Liturgical Cantata (1950) pour baryton, chœur mixte & orchestre de chambre. Texte: Psaumesoprano, Morning Prayer
- Eso Eynay, I'll Lift Up Mine Eyes (1951) motet pour chœur mixte. Texte: Psaume 121, v. 8
- A Book of Verses (1953) pour chœur en 6 parties (SAATTB). Texte: Ruba'iyyat de Omar Khayyam
- Roni Akarah, Sing, O Barren (1957) motet pour chœur mixte. Texte: Isaïe 54
- Thou Shalt No More (1957) pour chœur mixte. Texte: Isaïe
- Lo Ye'amer Lach Od Azuvah (1958) (Isaïe 62)
- Yefeh Nof (1958) Halevi, Yehudah
- Vision of a Prophet (O Ye Dry Bones) (1959) cantate pour ténor, chœur mixte & orchestre symphonique. Texte: Ézéchiel
- Three Psalms pour San Francisco (1962) pour soprano, baryton, chœur mixte & orchestre symphonique
- Hodaya min HaMidbaryton, Hymn from the Desert (1963) pour soprano, baryton, chœur mixte & orchestre symphonique. Texte: from the Dead Sea Scrolls
- Kabbalai Shabbaténor, Friday Evening Service (1967) pour soprano, cantor, chœur mixte & ensemble de chambre
- Six Sephardic Folksongs (1970) arr pour chœur mixte du livre, d’Yitzhak Levi "Book of Romances and Folksongs of the Sephardi Jews"